# SDガンダムエモーショナルジャム
『SDガンダム エモーショナルジャム』（エスディーガンダム エモーショナルジャム）は、1999年5月27日にバンダイから発売されたワンダースワン用ゲームソフト。

## 概要
同社から発売された『SDガンダムワールド ガチャポン戦士』シリーズと同じように拠点基地でユニットの生産を行い、敵勢力を打倒するのがゲームの目的となっている。
MS、戦艦のアイコンの殆どがスーパーファミコン用ソフト『SDガンダムGNEXT』から流用されているが、『SDガンダム GGENERATION』シリーズに準ずる戦闘システムが取られている。
また本作最大の特徴であるスタックを組んだ戦闘システム、間接攻撃、後のIDシステムへと繋がる特殊能力を使った攻撃、キャラクターの顔グラフィックなど、多くの仕様が後の携帯機版のGジェネシリーズに受け継がれる原型的な作品であることから、『GGENERATION』の名は冠されていないものの、本作が実質的な携帯機版初のGジェネシリーズであるとも言える。
物語は『機動戦士ガンダム』から『機動戦士Vガンダム』までの宇宙世紀をベースとした内容に、『機動武闘伝Gガンダム』などのアナザーシリーズを組み込んだ構成で、シナリオ数は30以上、モビルスーツ、キャラクター数はともに200以上に加え、対戦モードも存在しボリュームのある内容となっている。

## 登場作品
- 機動戦士ガンダム
- 機動戦士ガンダム 第08MS小隊
- 機動戦士ガンダム0080 ポケットの中の戦争
- 機動戦士ガンダム0083 STARDUST MEMORY
- 機動戦士Ζガンダム
- 機動戦士ガンダムΖΖ
- 機動戦士ガンダム 逆襲のシャア
- 機動戦士ガンダムF91
- 機動戦士Vガンダム
- 機動武闘伝Gガンダム
- 新機動戦記ガンダムW
- 新機動戦記ガンダムW Endless Waltz
- 機動新世紀ガンダムX
- 機動戦士ガンダム外伝 THE BLUE DESTINY（機体のみ）
- 機動戦士ガンダム CROSS DIMENSION 0079（機体のみ）
- SDガンダム GGENERATION（機体のみ）